# Ukrzaliznytsia
Ukrzaliznytsia (ukrainska: Укрзалізниця), (UZ), är den ukrainska statliga järnvägen.

## Gradbeteckningar
|  | Bas- personal | Arbetsledare | Lägre chefer | Lägre chefer | Lägre chefer | Lägre chefer | Chefer på mellannivå | Chefer på mellannivå | Chefer på mellannivå | Högre chefer | Högre chefer | Högre chefer | Över- direktörer | Sous- chefen | General- direktören |
|  | ------------- | ------------ | ------------ | ------------ | ------------ | ------------ | -------------------- | -------------------- | -------------------- | ------------ | ------------ | ------------ | ---------------- | ------------ | ------------------- |
|  |               |              |              |              |              |              |                      |                      |                      |              |              |              |                  |              |                     |